# Плаващ затвор
Плаващ затвор (също или блокшив затвор) – съд (кораб), приспособен за физическо задържане (лишаване от свобода), по-рядко за транспортиране на затворници.

## История
Излежаването на наказание на галера като вид наказание е известно още от средновековието. В този тесен смисъл галерата може да се приеме като предшественик на плаващия затвор, макар да е вид боен кораб, а не място за излежаване на присъда от затворници. В Испания галерите са използвани в това им качество до началото на 19 век.

### Новото време
В века на платната кораба в самостоятелното си плаване често има нужда от изолация на отделни хора – дали това ще са нарушители на дисциплината от екипажа, пресовани, пленници, контрабандисти или пирати и приватири. Специалното преправяне на съда в плаващ затвор е свързана с нарастването на броя на затворниците, недостатъчно затвори на сушата, наличие на подходящ корпус. Допълнителен фактор за изолацията от брега е факта, че болшинството хора не могат да плуват.
Типична е трансформацията в затвор на двудечен кораб. Батарейните палуби се преоборудват в бараки и килии, оръдейните амбразури и траповете се преграждат с решетки, кърмовите каюти се изолират. На горната палуба се съоръжават помещенията за охраната. След това на кораба се дава „подходящо“ име, например Justitia или Retribution, и с това преоборудването приключва.
Широко използване на плаващи затвори има от началото на Седемгодишната война, когато числеността на армиите и пленниците съответно рязко се увеличава, едновременно с обновлението на флотите и появата на стари кораби, негодни за линеен бой. В последващата Американска война техни основни обитатели стават американските приватири (капери) и техните по-малко решителни френски и нидерландски събратя, нападащи британската търговия. По различни данни, през британските плаващи затвори в колониите, без да броим Ямайка, преминават от 9 до 12 хиляди души.
Цяла група плаващи затвори стои на котва в Нюйоркския залив, по-точно в Ийст Ривър. Видимо заради това, че са пред очите на всички, те са постоянна мишена на метежната пропаганда. Сред тях най-известен е HMS Jersey, преустроен на базата на 60-пушечен кораб. Условията на борда обикновено са по-лоши, отколкото в затворите на сушата. Симпатизиращи на затворниците автори твърдят, че само на нея са загинали около 7000 души. Тогавашното третиране на пленниците и при двете страни не би издържало изискванията на Женевската конвенция, но за американците Jersey е особен случай. Един от затворниците там, Ебенезер Фокс, го описва така:
| „                                           | Външно затвора изглежда непристъпен и мрачен. Кораба е разоръжен: останал е само бушприта, приличаща на бесилка стрела за вдигане на товари и кърмовия флагщок. Илюминаторите са затворени и заковани. В бордовете има прорязани два реда отверстия, примерно два на два фута, отстоящи един от друг през десет фута, преградени с решетки от желязо. | “ |
| Gardiner Navies and the American Revolution | |   |

По време на последвалите Френски войни използването на плаващи затвори не само се разширява, но към техните обитатели са добавени голям брой политически затворници. Най-известният пример са Нантските удавници във Франция. В Британия цели групи плаващи затвори са поставени на котва, обикновено до големи военноморски бази. Така например във вътрешния залив на Портсмут те са до 30.
В годините на колонизация на Австралия се появява нова тяхна разновидност – затворнически транспорт. Така нареченият Първи флот се състои от подобни съдове, станали при пристигането си места за лишаване от свобода. Примерно в това време във Франция стават известни кайенските каторжни „понтони“, особено във връзка с делото на Комуната и Делото Драйфус.

### Световните войни
Във времето на гражданската война в Русия баржи за затворници са използвани и от двете страни, главно на Волга. Известен е случай за затваряне на местни революционери в Архангелск на параход на интервентите.
Нацистка Германия има няколко пътнически съда, в т.ч. лайнерът Cap Arcona, използвани като плаващи затвори в залива на Любек. Всички те и повечето им затворници загиват при съюзническите бомбардировки.

### Най-новото време
След 1990 г. използването на съдове като постоянни затвори е прекратено. Въпреки това необходимостта от временно лишаване от свобода на борда на кораб остава и изчезването му не се предвижда.